# Оживљавање мора
Оживљавање мора је процес очувања животне средине који укључује ривајлдинг, враћање организама и екосистема у њихово природно стање. Пројекти површавања дивљине мора спроведени су широм света и укључивали су напоре за поновно насељавање широког спектра организама, укључујући џиновске шкољке, ајкуле, раже, морске јесетре и многе друге врсте. Повраћај дивљине морских и приобалних екосистема нуди потенцијалне начине за ублажавање климатских промена и везивање угљеника. Пројекти површавања дивљине мора тренутно су ређи од оних који се фокусирају на површавање дивљине копна, а мора су под све већим притиском плаве економије – комерцијалних активности које стављају додатни притисак на морску средину. Пројекти површавања дивљине који се спроводе у близини приобалних заједница могу економски користити локалним предузећима, као и појединцима и заједницама у целини.

## Преглед
Поновно дивљање мора има за циљ стварање услова у којима је морски екосистем у стању да се опорави од претходне штете и стресора како би могао да напредује независно током времена. Активности које олакшавају овај процес укључују поновно увођење и обнављање врста, нпр. острига, алги и морске траве. Поновно дивљање мора помаже у борби против климатске кризе хватањем угљен-диоксида, подржавањем локалних економија екотуризмом, преокретањем губитка биодиверзитета и побољшањем здравља и благостања обезбеђивањем обновљених природних пејзажа, чистог ваздуха, воде и здравог земљишта.

## Тренутни пројекти

### Морска трава
Ливаде морске траве складиште угљен-диоксид. Више од 90% историјских ливада морске траве у Уједињеном Краљевству је изгубљено од 1930-их. Обнова ливада могла би да надокнади емисију угљеника и обезбеди станиште за бројне врсте риба и шкољки. Истраживање морске траве, која покрива око један проценат морског дна, сугерише да она можда обезбеђује 15–18% складиштења угљеника у океану. Ливаде опадају од 1930-их и губе се алармантном брзином. Због своје оскудице проглашене су стаништем од првостепеног значаја у Великој Британији. У Сједињеним Државама, пројекат у заливу Чесапик сматра се успешним.

### Аутохтоне остриге
Остриге филтрирају воду, рециклирају хранљиве материје и помажу у заштити од ерозије обале. Залихе острига су смањене за 95 процената у Европи због прекомерног излова, губитка станишта, загађења и болести.
На Роуд Ајленду, у Сједињеним Америчким Државама, „популације дивљих острига су на најнижем нивоу икада“, према речима Ерика Шнајдера, главног морског биолога у Одељењу за морско рибарство Одељења за управљање животном средином Роуд Ајленда. Он такође наводи да „остриге пружају низ есенцијалних екосистемских услуга, од филтрације воде до станишта риба и заштите обале. Одсуством станишта гребена острига из ових система, те услуге могу бити значајно смањене.“
Доказано је да обнављање историјских лежишта острига побољшава квалитет воде.

### Шуме алги
Шуме алги су важна станишта која су временом изгубљена у приобалним водама. Шуме алги пружају станиште за рибе, штите обале од ерозије и заробљавају угљен-диоксид из океана. Брзо расту и апсорбују велике количине угљеника. Обнова шума алги је стратегија за решавање климатских промена и обогаћивање океанских врста.

## Заштићена морска подручја
Морска заштићена подручја су подручја заштићена од одређених људских активности. Користе се за очување и заштиту подручја где је морски живот нарушен или поремећен. Такви поремећаји могу бити прекомерни риболов, загађење океана и други слични поремећаји.
У Чилеу, еколошке групе попут Rewilding Chile воде кампању за стварање нових заштићених подручја.
У Кини, Национални резерват морских корњача Хуидонг отворио је први објекат за поновно удомљавање морских корњача у земљи.

## Хватање угљеника
Поновно оживљавање мора описано је као „нови начин хватања угљеника“.

## Организације
- Seawilding, шкотска добротворна организација која ради са заједницама[28][29]
- NatureScot
- Rewilding Britain